# Baby Lemonade
Baby Lemonade è la traccia d'apertura del secondo album solista del cantautore britannico Syd Barrett, intitolato Barrett.

## Il brano
Baby Lemonade, e un'altra canzone, Gigolo Aunt, furono utilizzate per permettere a Barrett di suonare e/o cantare sopra una traccia di base esistente. L'assolo di chitarra venne eseguito da Barrett, non da David Gilmour come viene spesso erroneamente indicato. L'introduzione consiste semplicemente in Barrett che si scalda alla chitarra, ma Gilmour la registrò e la montò sulla traccia per simulare una sorta di assolo introduttivo alla canzone. Il brano, uno dei più conosciuti del Barrett solista, è stato incluso nella compilation multi-artista della Harvest Picnic - A Breath of Fresh Air nel 2007.

### Esecuzioni dal vivo
La canzone, venne eseguita (insieme ad altre quattro) e registrata per la trasmissione radiofonica della BBC condotta da John Peel il 24 febbraio 1970. Questi cinque brani sono stati in seguito inclusi nell'album The Peel Session, e, con l'aggiunta di ulteriori 3 brani (di cui uno un'altra versione di Baby Lemonade) provenienti da un'altra trasmissione della BBC, sul disco The Radio One Sessions.

## Formazione
- Syd Barrett – voce, chitarra acustica e chitarra elettrica
- David Gilmour – chitarra a 12 corde, basso, produttore
- Richard Wright – piano, organo Hammond, produttore
- Jerry Shirley – batteria

## Curiosità
- La canzone di Barrett ha fornito da ispirazione per il nome del quartetto neo-psichedelico Baby Lemonade formatosi a Los Angeles, e che debuttò su disco nel 1994.